# Sejmik elekcyjny
Sejmik elekcyjny – sejmik zajmujący się wyborem kandydatów na urzędy ziemskie. Nie należy go mylić z sejmikiem przedsejmowym.
Inne sejmiki partykularne w okresie I Rzeczypospolitej:
- sejmik deputacki
- sejmik gospodarczy
- sejmik relacyjny
- sejmik przedsejmowy